# Melampitta
Genre
Le genre Melampitta était traditionnellement classé dans la famille des paradiséidés (famille des paradisiers ou oiseaux de paradis). Il est maintenant placé dans la famille des Melampittidae, dont il est le seul genre.

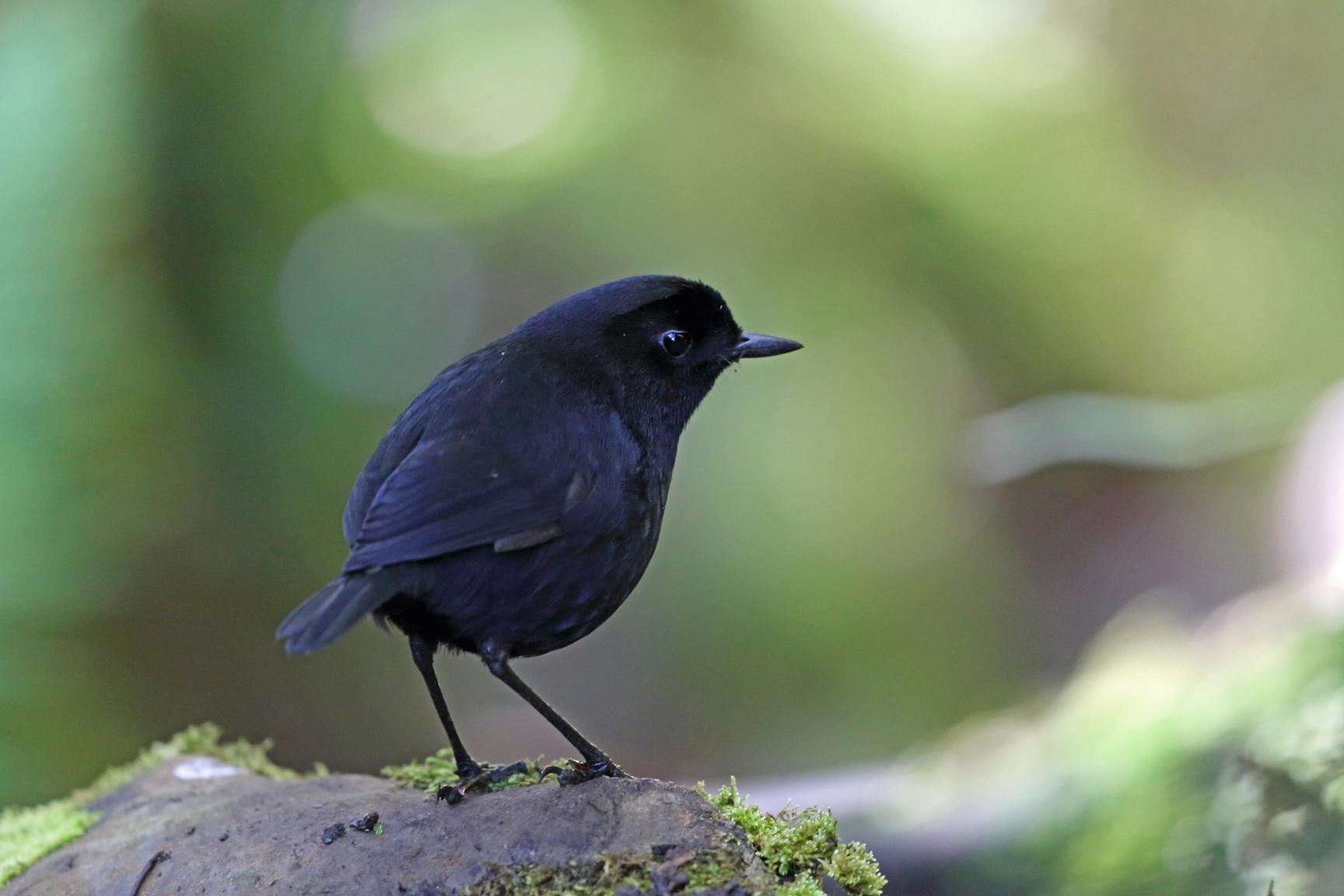
Une Petite Mélampitte en Nouvelle-Guinée occidentale.

## Taxinomie
D'après la classification de référence (version 2.2, 2009) du Congrès ornithologique international (COI), sa position systématique est indéterminée.
Les études phylogéniques de Jønsson et al. (2011), Aggerbeck et al. (2014) et Schodde & Christidis (2014) montrent que les mélampittes sont parentes des paradisiers et des Corcoracidae. Le COI (classification 4.3, 2014) les déplace donc de la position taxinomique incertaine (incertae sedis) dans laquelle il les avait placées pour les déplacer dans une nouvelle famille qui leur est propre, les Melampittidae.
L'étude phylogénique de Schodde & Christidis (2014) montre aussi que les deux espèces qui composaient ce genre ne sont pas si proches génétiquement, bien que proches parentes. Le COI les place donc dans des genres séparés.

## Liste des espèces
D'après la classification de référence (version 5.2, 2015) du Congrès ornithologique international (ordre phylogénique) :
- Melampitta lugubris – Petite Mélampitte

La Grande Mélampitte (dorénavant Megalampitta gigantea) appartenait auparavant à ce genre sous le nom scientifique de Melampitta gigantea.